# Émile Guérin-Catelain
Pour les articles homonymes, voir Guérin.
Émile Jean Guérin-Catelain, dit Émile Guérin-Catelain, né le 3 février 1856 à Paris et mort le 24 février 1913 à Saint-Germain-en-Laye, est un poète, écrivain, auteur dramatique, journaliste, restaurateur et homme politique français. 

## Biographie
Né en 1856 à Paris, Émile Guérin-Catelain entreprend des études classiques puis  s'engage dans l'armée et devient capitaine de cavalerie de réserve. 
Devenu écrivain, il publie tôt des recueils de poésie dramatique et écrit des pièces de théâtre. Lors de son mariage à Paris, en 1885, il est restaurateur place de la Bourse. Vers 1890, il s’installe à Saint Germain en Laye au pavillon Henri IV (autrefois résidence de Louis XIV) et devient conseiller municipal de cette ville tout en gardant son activité de restaurateur. Il est aussi rédacteur en chef du journal L'Éducation sociale, président d'une section de la Ligue des droits de l'Homme, membre du Comité de la Ligue française de l'Enseignement et président de différentes associations culturelles.

### LaSociété nationale des conférences populaires
Le 5 décembre 1890,, il fonde la Société Nationale des Conférences populaires qu’il administre durant près de vingt ans, avant de demander son remplacement en 1909 par Paul Pelisse.  
Il est nommé chevalier de la Légion d’honneur en 1905 puis Croix de Guerre.

### Famille
Il est le marie de Jeanne Marie Célestine Jarry et le père de l'acteur et réalisateur Jaque-Catelain.

## Décorations
Chevalier de la Légion d'honneur

## Œuvres
- Triolets à Marion, Paris : impr. de A. Quantin, 1877
- Une histoire d'hier, Paris : impr. de F. Malteste, 1880 (E. Benoît, 1885 et impr. de A. Quantin, 1889
- Le Seigneur des Ifs, impr. de F. Malteste , 1883
- La Croix d'honneur, impr. de F. Malteste , 1883
- Catelain frères. Jemmapes, drame en 4 actes, Paris : Tresse, 1884
- Rimes d'amour, A. Lemerre, 1890
- To be or not to be, poème imité de Rabelais, Shakespeare et plusieurs autres, Paris : Tresse et Stock, 1892
- Adieux à la jeunesse, poésie, Paris : Tresse et Stock, 1893
- Ouverture des États généraux (5 mai 1789), conférence faite à l'hospice national des Quinze-Vingts, Vincennes : impr. de L. Lévy, 1894
- "Anima patriae", Paris : P. Ollendorff, 1895
- Le Lorgnon, monologue, P. Ollendorff, 1895
- Richelieu ou la journée des dupes, drame en huit tableaux, Reims : impr. nouvelle, 1897
- Les Sœurs rivales, comédie en 1 acte, P. Ollendorff, 1897
- Le Devoir, drame en 3 actes, A. Noël, 1899
- Réponse au scribe anonyme de Morchies, Cambrai : impr. de A. Bruneel, 1907

## Sources
- Dictionnaire national des contemporains, Ouvrage rédigé sous la direction de C.E. Curinier, Volume 2, 1889, p. 207